# محمد عبد الرحمن بيصار
محمد عبد الرحمن بيصار الأشعري الشافعي (1328 - 1402هـ) - (20 أكتوبر 1910 - 7 مارس 1982م) شيخ الأزهر ومن أعلام مدرسة: رائد الفلسفة الإسلامية (الأول) شيخ الأزهر الإمام الأكبر مصطفى عبد الرازق الأشعري الشافعي (1303 - 1366هـــ)، صاحب الكتاب القيم النفيس: (التمهيد لتاريخ الفلسفة الإسلامية) و تلميذ مفتي الديار المصرية الشيخ محمد عبده.

## الميلاد
وُلِدَ فضيلة الإمام الأكبر د. محمد عبد الرحمن بيصار بقرية السالمية، مركز فوه، بمحافظة كفر الشيخ في 1328هـــ 20 من أكتوبر سنة 1910م. حفظ القرآن الكريم وجوَّده ثم التحق بمعهد دسوق الديني الأزهري وبعد نجاحه بمعهد دسوق ألحقه والده بمعهد طنطا ليكمل فيه دراسته الثانوية، وكان شَغُوفًا بالتأليف فألَّف رواية اسمها (بؤس اليتامى) فأثار عليه حفيظة أساتذته لاشتغاله بالتأليف، وهو عيب كبير في نظرهم، فأجروا معه تحقيقًا كانت نتيجته أن ترك معهد طنطا إلى معهد الإسكندرية حيث وجد فيه عقولا متفتحة تشجع المواهب الفكرية.
أتم دراسته بمعهد الإسكندرية ثم التحق بكلية أصول الدين وتخرَّج فيها بتفوق سنة 1369هـــ/ 1949م، وتم تعيينه مُدرِّسًا بها، فجذب إليه الطلبة ولفت أنظار الأساتذة، وفي سنة 1369هـــ/ 1949م اختاره الأزهر في بعثة تعليمية إلى إنجلترا فانتقل بين الجامعات الإنجليزية حيث نهل منها العلم الكثير، ثم استقر بكلية الآداب بجامعة أدنبره، ونال منها الدكتواره بتفوق، وعاد بعدها أستاذًا بكلية أصول الدين.
سنة 1375هـــ/ 1955م رشَّحته ثقافته ليكون مديرًا للمركز الثقافي الإسلامي بواشنطن، وقام بشؤون المركز خير قيام، وجعله مركز إشعاع لجميع الطوائف الدينية في أوروبا، واستطاع الإمام بيصار أن يحظى باحترام وتقدير جميع الطوائف، وظل يدير المركز لمدة 4 سنوات، وبعدها عاد إلى مصر أستاذًا بكلية أصول الدين.
سنة 1383هـــ/ 1963م اختاره الأزهر رئيسًا لبعثته التعليمية في ليبيا، فواصل مجهوداته في نشر الدعوة الإسلامية هناك.
سنة 1388هـــ/ 1968م صدر قرار جمهوري بتعيينه أمينًا عامًّا للمجلس الأعلى للأزهر، فاستطاع بثقافته العالية وخبرته العملية أن ينهض بأعباء هذا المنصب المهم وأدى واجبه على أكمل وجه.
سنة 1390هـــ/ 1970م صدر قرار جمهوري بتعيينه أمينًا عامًّا لمجمع البحوث الإسلامية واستطاع في هذا المنصب أن يقوم بنهضة علمية كبرى، وأشرف على إصدار عشرات المصنفات العلمية القيمة، وتحقيق طائفة من أمهات مصادر التراث الإسلامي الخالد.
سنة 1394هـــ/ 1974م خلا منصب وكيل الأزهر، فصدر قرار جمهوري بتعيينه وكيلا للأزهر، ووكيل الأزهر هو المعاون الأول لشيخه، والمتولي تنفيذ قراراته، والقائم بعمله حين غيابه أو مرضه، وكان الدكتور بيصار الساعد الأيمن لشيخ الأزهر الإمام النوراني الدكتور عبد الحليم محمود عنه وموضع ثقته، وكان يستشيره في الأمور المهمة ويأخذ برأيه، ولهذا طلب تجديد خدمته أكثر من مرة إلى أن صدر قرار جمهوري بتعيينه وزيرًا للأوقاف وشؤون الأزهر في 15 من أكتوبر سنة 1398هـــ/ 1978م.

## مكانته العلمية
تخصص فضيلة الإمام الأكبر د. محمد عبد الرحمن بيصار في الفلسفة الإسلامية، ودرس جوانب هذه الفلسفة دراسة علمية دقيقة، وتعمق في بحث وجوه الخلاف بين الفلاسفة وعلماء الكلام والصوفية، وسجَّل هذه البحوث في كتبه ومحاضراته، وخرج من هذه الدراسات بنتائج هامة لخصها في بحث ممتع ألقاه في المؤتمر الخامس لمجمع البحوث الإسلامية المنعقد في 28 من فبراير سنة 1970م، وكان عنوان البحث: (إثبات العقائد الإسلامية) تتلخص في ثلاثة مناهج وهي: ((منهج المتكلمين)) الذين يعتمدون على النص مع احترامهم للعقل، و((منهج الفلاسفة)) الذين يعتمدون أوَّلا على العقل مع إيمانهم بالنص، و((منهج الصوفية)) الذين يعتمدون على الرياضة الروحية والمجاهدة النفسية، وخلص من نتائج بحثه إلى أن الحرية الفكرية التي منحها الإسلام لأتباعه في شؤون عقيدتهم تأتي تحت ضوابط أساسية، هي: حث القرآن الكريم الإنسان على التأمل والتفكير في ملكوت السموات والأرض، وإشادة الإسلام بفضل العلم والمعرفة وتعظيمه لشأن العلماء، ورد شبهات الوافدين على الإسلام والمنحرفين عنه بمنطق عقلي رشيد.

## مؤلفاته
امتاز فضيلة الإمام الأكبر د. محمد عبد الرحمن بيصار بمواصلة البحث والدراسة في أدق المعارف الفلسفية والعلمية وصياغتها في أسلوب واضح دقيق يصل إلى العقول من أيسر الطرق، وترك للمكتبة الإسلامية العديد من المؤلفات العلمية القيمة، وأهمها:
- الوجود والخلود في فلسفة ابن رشد.
- العقيدة والأخلاق في الفلسفة الإسلامية.
- الحقيقة والمعرفة على نهج العقائد النسفية.
- تأملات في الفلسفة الحديثة والمعاصرة.
- العالم بين القدم والحدوث.
- الإمكان والامتناع.
- شروح مختارة لكتاب المواقف، لعضد الدين الإيجي.
- الإسلام والمسيحية.
- رسالة باللغة الإنجليزية عن الحرب والسلام في الإسلام.
- رجلان في التفكير الإسلامي، وهي دراسات عن حجة الإسلام أبو حامد محمد بن محمد الغزالي وإمام الحرمين الجويني.

## ولايته للمشيخة الكبرى بالأزهر الشريف
في آخر يناير سنة 1398هـــ/ 1979م صدر قرار بتعيين فضيلة الشيخ الإمام محمد عبد الرحمن بيصار شَيْخًا للأزهر بعد وفاة الشيخ الإمام عبد الحليم محمود .
وقد استهل عمله بتأليف لجنة كبرى لدراسة قانون الأزهر ولائحته التنفيذية ليستطيع الأزهر الانطلاق في أداء رسالته العَالَمية الكبرى ونظرًا لثقافته العلمية الواسعة عهدت إليه الحكومة السودانية إنشاء الدراسات العليا بجامعة أم درمان الإسلامية، فأقامها على أسس علمية، إن دلت فإنما تدل على عقلية علمية واسعة وثقافة واعية متنوعة.
بدأ الشيخ الإمام محمد عبد الرحمن بيصار عمله في مشيخة الأزهر بدراسة قانون تطوير الأزهر ولائحته التنفيذية لتعديله بما يحقق له الانطلاق دون معوقات في أداء رسالته الداخلية والعالمية، فنجح في إرساء قواعد المنهج الفلسفي والعلمي في الأزهر، ونهض به نهضة سجلها التاريخ له.

## ثناء العلماء والمفكرين عليه
يقول رئيس الأشاعرة في عصره العلامة أ. د. علي سامي النشار (1335 - 1400هـــ) في موسوعته الفلسفية العظيمة: (نشأة الفكر الفلسفي في الإسلام) المجلد 1 صفحة 14:

## وفاته
توفي الشيخ الإمام محمد عبد الرحمن بيصار في الثاني عشر من جمادى الأولى سنة 1402هـ الموافق 7 من مارس سنة 1982م.